# Fengtou Shuiku
Fengtou Shuiku (kinesiska: 峰头水库) är en reservoar i Kina. Den ligger i provinsen Fujian, i den sydöstra delen av landet, omkring 300 kilometer sydväst om provinshuvudstaden Fuzhou. Fengtou Shuiku ligger 62 meter över havet. Arean är 2,3 kvadratkilometer. I omgivningarna runt Fengtou Shuiku växer i huvudsak städsegrön lövskog. Den sträcker sig 3,8 kilometer i nord-sydlig riktning, och 3,4 kilometer i öst-västlig riktning.
Genomsnittlig årsnederbörd är 1 747 millimeter. Den regnigaste månaden är maj, med i genomsnitt 350 mm nederbörd, och den torraste är oktober, med 20 mm nederbörd.